# Вандер (Північна Кароліна)
Вандер (англ. Vander) — переписна місцевість (CDP) в США, в окрузі Камберленд штату Північна Кароліна. Населення — 1388 осіб (2020).

## Географія
Вандер розташований за координатами 35°2′15″ пн. ш. 78°47′15″ зх. д. / 35.03750° пн. ш. 78.78750° зх. д. (35.037504, -78.787595).  За даними Бюро перепису населення США в 2010 році переписна місцевість мала площу 9,73 км², з яких 9,71 км² — суходіл та 0,02 км² — водойми.

## Демографія
Згідно з переписом 2010 року, у переписній місцевості мешкало 1146 осіб у 510 домогосподарствах у складі 324 родин. Густота населення становила 118 осіб/км².  Було 581 помешкання (60/км²).
Расовий склад населення:
| - 64,0 % — білих - 27,1 % — чорних або афроамериканців - 3,6 % — корінних американців - 0,9 % — азіатів - 1,6 % — осіб інших рас |

До двох чи більше рас належало 2,9 %. Частка іспаномовних становила 4,4 % від усіх жителів.
За віковим діапазоном населення розподілялося таким чином: 20,1 % — особи молодші 18 років, 62,6 % — особи у віці 18—64 років, 17,3 % — особи у віці 65 років та старші. Медіана віку мешканця становила 44,1 року. На 100 осіб жіночої статі у переписній місцевості припадало 84,2 чоловіків;  на 100 жінок у віці від 18 років та старших — 84,7 чоловіків також старших 18 років.
Середній дохід на одне домашнє господарство  становив 40 345 доларів США (медіана — 34 615), а середній дохід на одну сім'ю — 57 137 доларів (медіана — 54 141). За межею бідності перебувало 13,7 % осіб, у тому числі 26,9 % дітей у віці до 18 років та 11,8 % осіб у віці 65 років та старших.
Цивільне працевлаштоване населення становило 412 осіб. Основні галузі зайнятості: освіта, охорона здоров'я та соціальна допомога — 26,5 %, виробництво — 23,8 %, будівництво — 15,5 %, мистецтво, розваги та відпочинок — 8,0 %.